# Heilige Drei Könige (Köln-Rondorf)

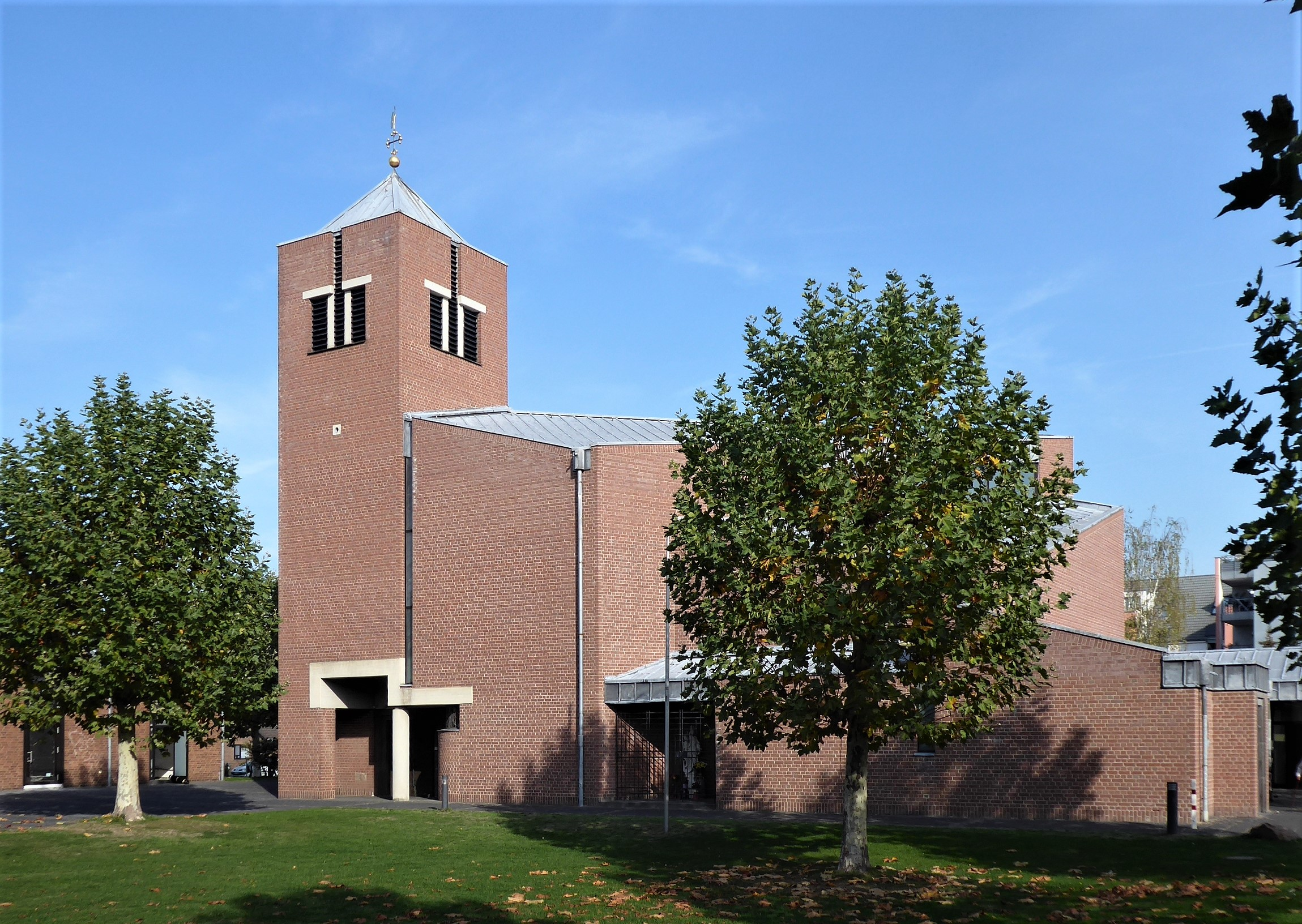
Heilige Drei Könige in Köln-Rondorf

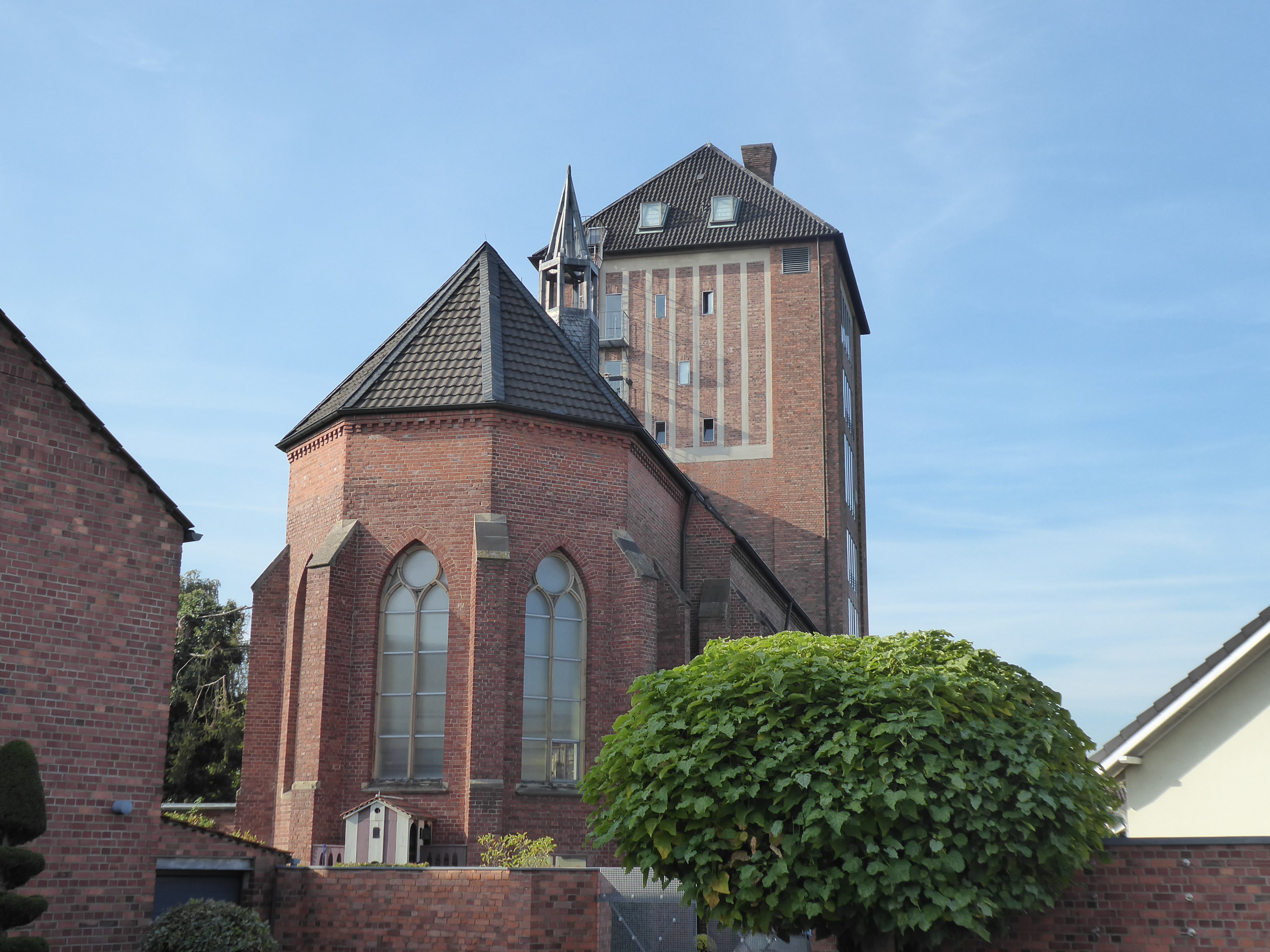
Blick zum Chor der alten Kirche

Heilige Drei Könige ist eine römisch-katholische Pfarrkirche im Kölner Stadtteil Rondorf. Gemeinsam mit St. Blasius in Meschenich, St. Katharina in Godorf sowie St. Servatius in Immendorf bildet sie die Pfarreiengemeinschaft Heilige Drei Könige im Erzbistum Köln.

## Geschichte
Die 1898/99 erbaute neugotische Kirche ersetzte einen Vorgängerbau und wurde 1919 zur Pfarrkirche erhoben. Dieser wurde 1957 ein Westturm in wuchtigen Formen vorgesetzt. Da die alte Kirche der wachsenden Zahl an Gläubigen nicht mehr entsprach, wurde an der Hahnenstraße nach Plänen des Architekten Karl-Josef Ernst in den Jahren 1987–89 eine größere neue Pfarrkirche errichtet. Die alte Kirche wurde profaniert und zu einem Wohnhaus umgebaut.